# Butterfly, Butterfly (The Last Hurrah)
„Butterfly, Butterfly (The Last Hurrah)“ je píseň norské pop rockové skupiny a-ha. Píseň pochází z jejich desátého studiového alba 25. Produkce singlu se ujal Martin Terefe. Vydána byla 5. července 2010. Jde o poslední nahrávku kapely před druhou kariérní pauzou, jež začala v prosinci téhož roku.

## Hitparáda
| Země    | Umístění |
| ------- | -------- |
| Norsko  | 13       |
| Německo | 22       |
| Polsko  | 12       |